# Nguyễn Văn Tuấn (sinh 1954)
Nguyễn Văn Tuấn (sinh năm 1954) là một chính khách người Việt Nam. Ông từng là Phó Bí thư Tỉnh ủy, Chủ tịch Ủy ban nhân dân tỉnh Nam Định.

## Tiểu sử
Ông Nguyễn Văn Tuấn sinh ngày 1 tháng 6 năm 1954, quê quán xã Hải An, huyện Hải Hậu, tỉnh Nam Định.
Ông có 2 người con gái. Hiện nay, ông đang sống tại Hà Nội.

## Giáo dục
Ông có trình độ Đại học Tài chính Kế toán, Cao cấp lí luận chính trị.

## Sự nghiệp
Ông Nguyễn Văn Tuấn tham gia bộ đội, trực tiếp tại chiến trường Quảng Trị 1972. Khi thống nhất đất nước, ông học tại trường Đại học Tài chính Kế toán. Sau khi tốt nghiệp, ông công tác tại Sở Tài chính Vật giá Hà Nam Ninh.
Ông từng giữ các chức vụ như: Trưởng phòng Ngân sách Sở Tài chính, Phó Giám đốc Sở Tài chính. Sau đó, ông được bổ nhiệm làm Cục trưởng Cục quản lý vốn nhà nước tại doanh nghiệp tỉnh Nam Hà; đến khi sáp nhập về Sở Tài chính thì ông làm Phó Giám đốc Sở Tài chính.
Năm 2000, ông được bầu làm Tỉnh ủy viên, Giám đốc Sở Tài chính.
Năm 2003, ông được bổ nhiệm Bí thư huyện Giao Thủy.
Năm 2004, ông  được bầu Phó Chủ tịch UbND tỉnh Nam Định kiêm nhiệm Trưởng ban quản lý các khu công nghiệp tỉnh Nam Định.
Năm 2006, ông được bầu vào Ban Thường vụ Tỉnh ủy, Phó Chủ tịch thường trực UBND tỉnh Nam Định.
Sáng ngày 27 tháng 10 năm 2009, tại phiên họp bất thường HĐND tỉnh Nam Định, ông Nguyễn Văn Tuấn, Ủy viên Ban Thường vụ Tỉnh ủy, Phó Chủ tịch thường trực UBND tỉnh Nam Định đã được bầu làm Chủ tịch UBND tỉnh khóa XVI nhiệm kỳ 2004-2011.
Ngày 11 tháng 7 năm 2013, HĐND tỉnh Nam Định công bố kết quả bỏ phiếu tín nhiệm với các chức danh do HĐND bầu. Trong 9 chức danh của UBND tỉnh Nam Định được 63 đại biểu HĐND bỏ phiếu, Chủ tịch UBND tỉnh Nguyễn Văn Tuấn nhận nhiều phiếu tín nhiệm thấp nhất, với 10 phiếu, tỷ lệ 15,4%, đứng sau là ông Đoàn Hồng Phong, Phó Chủ tịch UBND tỉnh, với 5 phiếu tín nhiệm thấp. Ông Phạm Hồng Hà, Bí thư Tỉnh ủy, Chủ tịch HĐND tỉnh, được số phiếu tín nhiệm cao tuyệt đối là 63/63.
Sáng ngày 23 tháng 6 năm 2014, Hội đồng Nhân dân tỉnh Nam Định khóa XVII nhiệm kỳ 2011-2016 đã miễn nhiệm chức danh Chủ tịch UBND tỉnh nhiệm kỳ 2011-2016 đối với ông Nguyễn Văn Tuấn, nghỉ chế độ theo quy định của pháp luật từ ngày 1/7/2014.
Ngày 1 tháng 7 năm 2014, UBND tỉnh Nam Định đã tổ chức lễ bàn giao nhiệm vụ Chủ tịch Ủy ban nhân dân tỉnh nhiệm kỳ 2011-2016 kể từ ngày 1 tháng 7 năm 2014 từ ông Nguyễn Văn Tuấn sang ông Đoàn Hồng Phong.